# 三浦麻穂
三浦 麻穂（みうら まほ）は、日本の女性ファッションモデルである。千葉県出身で、所属事務所はイリューム。夫は総合格闘家の高谷裕之。

## 人物
- 趣味は料理と犬の散歩。
- 特技はテニス

## 活動内容

### CM
- コカ・コーラ「綾鷹」（2008年6月2日～）

### 雑誌
- 『CLASSY.』（光文社）2009.7月号
- 『大人Looks』（スタイライフ）2009.3月号
- 『Best Gear』（徳間書店）2009.5月号
- 『steady.』（宝島社）2008.5月号～
- 『Style』（講談社）2008.8月号
- 『BLENDA BLACK』（角川春樹事務所）2008.10月号～
- 『Ray』（主婦の友社）2007.7月号～9月号

### イベント
- You Priere Debute & Forte Kuradia Show（2009年5月11日）
- 神戸コレクション2009 S/S（2009年2月28日、2009年 3月8日）
- 神戸コレクション2008 A/W（2008年8月23日・8月30日）
- 西山茉希ウェディングショー（2008年8月17日）
- 神戸コレクション2008 S/S（2008年2月23日・3月8日）
- 神戸コレクション2007 A/W（2007年8月31日、9月1日）

### キャンペーン
- 富士写真フイルム「FinePix」スチールall+web
- ジョンソン&ジョンソン アキュビュー 2week vivid style
- Yahoo! Girls Style （WEB）
- サンシャインシティalpa（サンシャインシティニュース表紙・HP・会報誌・情報誌）
- Dedut de Fiore by LAISSE  PASSE （WEB）
- KDDI　カタログ・小冊子
- ホテルベルクラシック東京

### カタログ
- 『RyuRyu』
- 『IMAGE』
- 『Lovit's』
- 『神馬セレクトステージ』
- 『Laymee』
- 『ASKUL』